# جيمس ه بيرنلي الرابع
جيمس ه بيرنلي الرابع (بالإنجليزية: James H. Burnley IV)‏ (و. 1948 – م) هو سياسي، ومحام من الولايات المتحدة الأمريكية ولد في غرينزبورو، كارولاينا الشمالية.
وهو عضو في الحزب الجمهوري .

## التعليم
تعلم في جامعة ييل، وكلية هارفارد للحقوق.